# 伊根町の漁港一覧
伊根町の漁港一覧（いねちょう の ぎょこういちらん）では、京都府与謝郡伊根町に所在する漁港について述べる。

## 伊根漁港
伊根漁港（いねぎょこう）は、京都府与謝郡伊根町にある港で漁港漁場整備法（昭和25年5月2日法律第137号）第1章第5条に規定する第2種漁港。

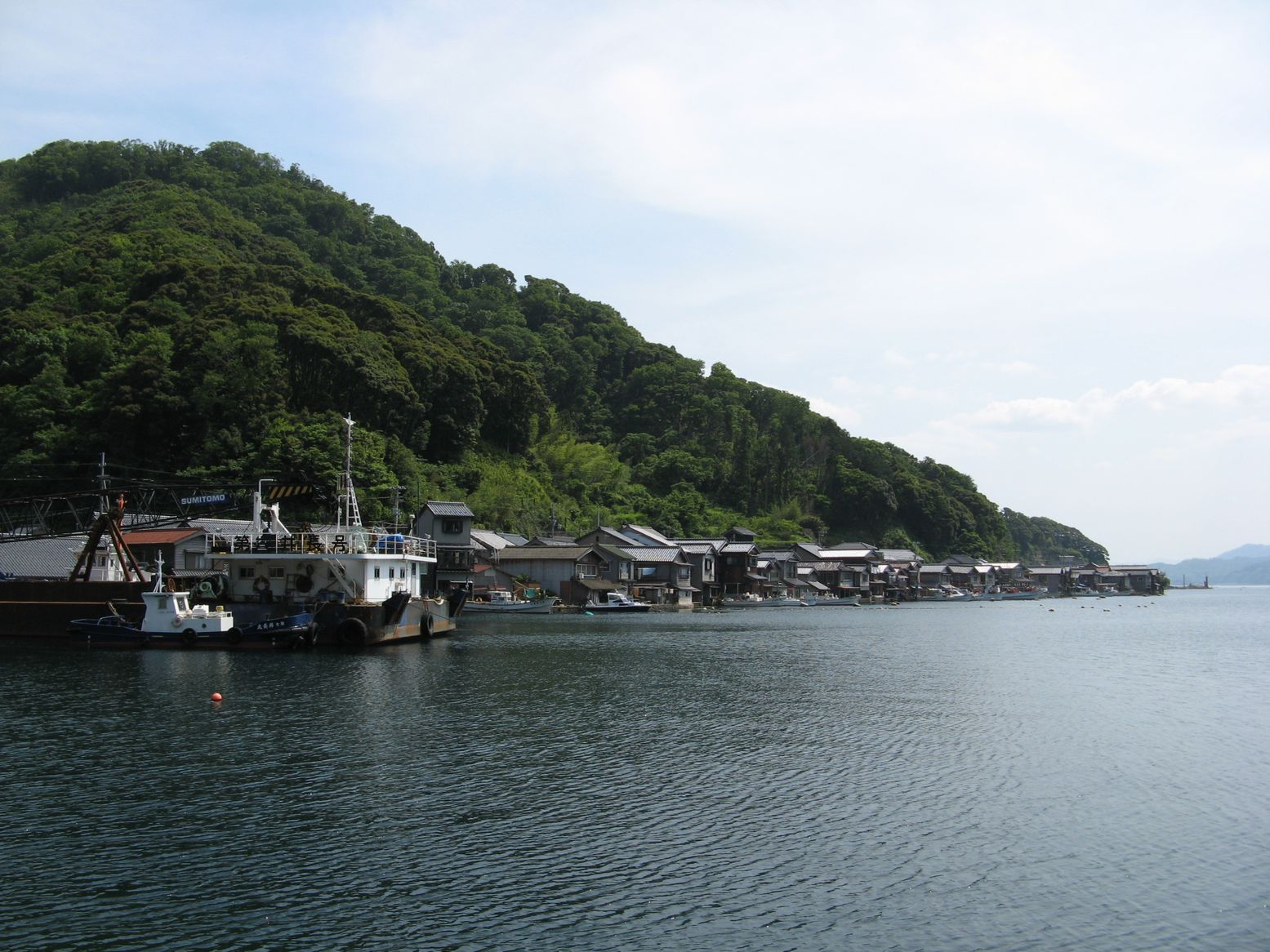
伊根漁港

### 伊根漁港の概要
- 管理者 - 伊根町
- 漁業協同組合 - 伊根
- 組合員数 - 310名（2001年12月）
- 漁港番号 - 3020040

### 伊根漁港の沿革
- 1952年（昭和27年）2月29日 - 第2種漁港に指定

### 伊根漁港の主な魚種
- アジ類
- ブリ
- ソウダガツオ
- イカ類
- アナゴ - 2002年（平成14年）度陸揚量全国1位

### 伊根漁港の主な漁業
- 大型定置網
- まき網漁業
- 海面養殖業（ブリ）
- 小型定置網
- はえなわ

## 浦島漁港
浦島漁港（うらしまぎょこう）は、京都府与謝郡伊根町にある第2種漁港。

### 浦島漁港の概要
- 所在地 - 京都府与謝郡伊根町本庄浜
- 管理者 - 伊根町[1][2]
- 漁業協同組合 - 京都府漁業協同組合 浦島支所
- 組合員数 -
- 漁港番号 - 3020047

### 浦島漁港の沿革
- 1953年（昭和28年）2月12日 - 第2種漁港に指定

### 浦島漁港の主な魚種
- サザエ
- ワカメ

### 浦島漁港の主な漁業
- 定置漁業
- 採貝藻漁業

## 泊漁港
泊漁港（とまりぎょこう）は、京都府与謝郡伊根町にある第1種漁港。

### 泊漁港の概要
- 所在地 - 京都府与謝郡伊根町泊
- 管理者 - 伊根町[1][2]
- 漁業協同組合 - 京都府漁業協同組合
- 組合員数 -
- 漁港番号 - 3010180

### 泊漁港の沿革
- 1953年（昭和28年）3月25日 - 第1種漁港に指定
- 2008年（平成20年）2月 - 防波堤の一部が被災（そののち修復）

### 泊漁港の主な魚種
- ワカメ

### 泊漁港の主な漁業
- 小型定置網
- 採貝藻漁業

## 新井漁港
新井漁港（にいぎょこう）は、京都府与謝郡伊根町にある第2種漁港。

### 新井漁港の概要
- 所在地 - 京都府与謝郡伊根町新井
- 管理者 - 伊根町[1][2]
- 漁業協同組合 - 京都府漁業協同組合
- 組合員数 -
- 漁港番号 - 3020045

### 新井漁港の沿革
- 1952年（昭和27年）2月29日 - 第2種漁港に指定

### 新井漁港の主な魚種
- イワシ
- アジ
- サバ
- ブリ

### 新井漁港の主な漁業
- 大型定置網
- 小型定置網
- 刺し網漁
- 延縄漁
- 採貝藻漁業

## 本庄漁港
本庄漁港（ほんじょうぎょこう）は、京都府与謝郡伊根町にある第2種漁港。

### 本庄漁港の概要
- 所在地 - 京都府与謝郡伊根町蒲入
- 管理者 - 伊根町[1][2]
- 漁業協同組合 - 京都府漁業協同組合
- 組合員数 -
- 漁港番号 - 3020050

### 本庄漁港の沿革
- 1952年（昭和27年）2月29日 - 第2種漁港に指定

### 本庄漁港の主な魚種
- イワシ
- アジ
- サバ
- ブリ

### 本庄漁港の主な漁業
- 大型定置網
- 小型定置網
- 刺し網漁
- 延縄漁
- 採貝藻漁業